# Ludwigsfelder FC
Ludwigsfelder FC is een Duitse voetbalclub uit Ludwigsfelde, Brandenburg.

## Geschiedenis
De geschiedenis van de club gaat terug tot 1938 toen VfB Ludwigsfelde opgericht werd. In 1939 werd de naam Rot-Weiß Ludwigsfelde. Na WO II werden alle Duitse voetbalclubs ontbonden. In 1946 werd de club heropgericht als SG Vorwärts Ludwigsfelde. Man achter de club was Erich Vogler, die ook al in 1938 voor de oprichting zorgde.
Na de invoering van het BSG-systeem werd de club in 1952 BSG Traktor Ludwigsfelde. De naam wijzigde verschillende malen; BSG Aufbau (1952), BSG Motor (1953). De club was lange tijd op lager niveau actief en promoveerde pas in 1963 naar de Bezirksliga Potsdam, de derde klasse. Omdat de competitie van twee naar één reeks ging moest de club meteen een stap terugzetten om na twee jaar terug te keren. In 1974 promoveerde de club naar de DDR-Liga, en degradeerde weer na één seizoen. Van 1984 tot 1986 werd de club drie keer op rij kampioen van de Bezirksliga, maar omdat promotie niet meer rechtstreeks was moest er eerst een eindronde gespeeld worden. Twee keer miste de club de promotie en in 1986 promoveerde de club weer. Met enkele versterkingen slaagde de club erin om tot 1990 in de DDR-Liga te spelen.
Na de Duitse hereniging werd het BSG-systeem afgevoerd en werd de club omgevormd tot SG Motor Ludwigsfelde. Verschillende afdelingen van de sportvereniging splitsten zich in de volgende jaren af. In 1996 werd de voetbalafdeling zelfstandig onder de naam Ludwigsfelder FC. Van 1997 tot 2004 speelde de club in de Verbandsliga en promoveerde toen naar de Oberliga, toen de vierde klasse en sinds 2008 de vijfde. In 2011 degradeerde de club en zakte in 2013 nog verder naar de Landesliga. In 2016 promoveerden ze terug naar de Verbandsliga. In 2018 volgde een nieuwe promotie naar de Oberliga.